# Carol Connors (actriu)
Carol Connors és una antiga estrella del porno estatunidenca. Va protagonitzar unes 20 pel·lícules per adults entre 1971 i 1981. Casada amb l'estrella del porno Jack Birch, Connors és la mare de l'actriu Thora Birch.

## Primers anys
Connors va néixer a Nova Jersey com a Carol Campau. Va créixer a Nova Jersey i Texas.

## Carrera
Carol Connors va començar la seva carrera en la indústria del sexe a principis de la dècada de 1970, aconseguint fama a Deep Throat el 1972 i The Erotic Adventures of Candy el 1978. El 1979, va participar en Candy Goes to Hollywood de Gail Palmer. El 1981, va dirigir i protagonitzar Desire for Men.
Connors també va aparèixer a The Gong Show, on finalment es va convertir en una de les presentadores de Chuck Barris. El seu debut al programa, el 1977, va ser com a concursant de cant i dansa. Connors va dir: "Els dos jutges masculins em van concedir nou punts i Jaye P. Morgan dos punts, un per cada... pit." Posteriorment, va ser convidada de nou per a aparicions freqüents com una de les hostesses que va presentar Barris a l'inici de l'espectacle. Les seves aparicions a Gong Show van ser parodiades a Candy Goes To Hollywood.
Connors també va aparèixer al costat d'Aldo Ray a Sweet Savage, un western porno fel 1979. La pel·lícula es va rodar al ranxo cinematogràfic Apacheland a Apache Junction, Arizona.

## Filmografia
- Cousin Betty (1972)
- Deep Throat, dirigida per Gerard Damiano (1972)
- School Teachers Weekend Vacation, dirigida per Emilio Portici (1972)
- Weekend Tail (1972)
- Daddy's Rich, dirigida per Marc Brock (1972)
- The Water People, dirigida per Emilio Portici (1973)
- Dear Throat, dirigida per P. Arthur Murphy (1973) - no acreditada
- Touch Now, Pay Later, dirigida per Emilio Portici (1973)
- Road of Death, dirigida per Rene Martinez Jr. (1973)
- My Bed Is Crowded, dirigida per Emilio Portici (1973)
- Money from Home, dirigida per Emilio Portici (1973) - no acreditada
- Experimental Marriage, dirigida per Emile A. Harvard (1973) - no acreditada
- Demon's Brew, dirigida per Duncan Stewart (1973) - no acreditada
- Young, Rich and Ripe (1974)
- The Zodiac Murders, dirigida per Morton Schwartz (1975)
- Lèche-moi partout, dirigida per Francis Leroi (1978)
- The Erotic Adventure of Candy, dirigida per Gail Palmer (1978)
- Sweet Savage, dirigida per Ann Perry (1979)
- Candy Goes to Hollywood, dirigida per Gail Palmer (1979)
- Midnight Blue 2, dirigida per Al Goldstein (1980)
- Desire for Men, dirigida per Carol Connors (1981)
- The Concrete Jungle, dirigida per Tom DeSimone (1982)
- 'Consenting Adults, dirigida per Gerard Damiano (1982)
- Beverly Hills Madam, dirigida per Harvey Hart (1986) - film TV
- Electric Blue 38 (Vídeo) (1986)
- True Bromance, dirigida per Sebastian Doggart (2011)

## Exllaços externs
- Carol Connors a Internet Adult Film  Database (anglès)
- Carol Connors a Adult Film Database (anglès)